# Йохана Елизабет фон Насау-Хадамар
Йохана Елизабет фон Насау-Хадамар (на немски: Johanna Elisabeth, Gräfin von Nassau-Hadamar; * 17 януари 1619, Диленбург; † 2 март 1647, Харцгероде) от Дом Насау е графиня от Насау-Хадамар и чрез женитба княгиня на Анхалт-Харцгероде.

## Произход
Тя е дъщеря, първото дете, на граф и по-късен княз Йохан Лудвиг фон Насау-Хадамар (1590 – 1653) и съпругта му Урсула фон Липе (1598 – 1638), дъщеря на граф Симон VI фон Липе (1555 – 1613) и втората му съпруга графиня Елизабет фон Холщайн-Шаумбург (1566 – 1638).
Роднина е на София Гръцка (кралица на Испания), Фредерика Хановерска (кралица на Гърция), на княз Албер I (Монако), на принц Албер II от Монако.

## Фамилия
Йохана Елизабет се омъжва на 10 август 1642 г. в Бюкебург за княз Фридрих фон Анхалт-Харцгероде (1613 – 1670). Тя е първата му съпруга. Те имат децата:
- Вилхелм (1643 – 1709), княз на Анхалт-Харцгероде, женен за
- 1671 графиня Елизабет Албертина фон Золмс-Лаубах (1635 – 1693)
- 1695 принцеса София Августа фон Насау-Диленбург (1666 – 1733)
- Анна Урсула ((1645 – 1647)
- Елизабет Шарлота (1647 – 1723), омъжва се за
- 1663 г. княз Вилхелм Лудвиг фон Анхалт-Кьотен (1638 – 1665)
- 1666 г. херцог Август фон Шлезвиг-Холщайн-Норбург-Пльон (1635 – 1699).